# F’murr

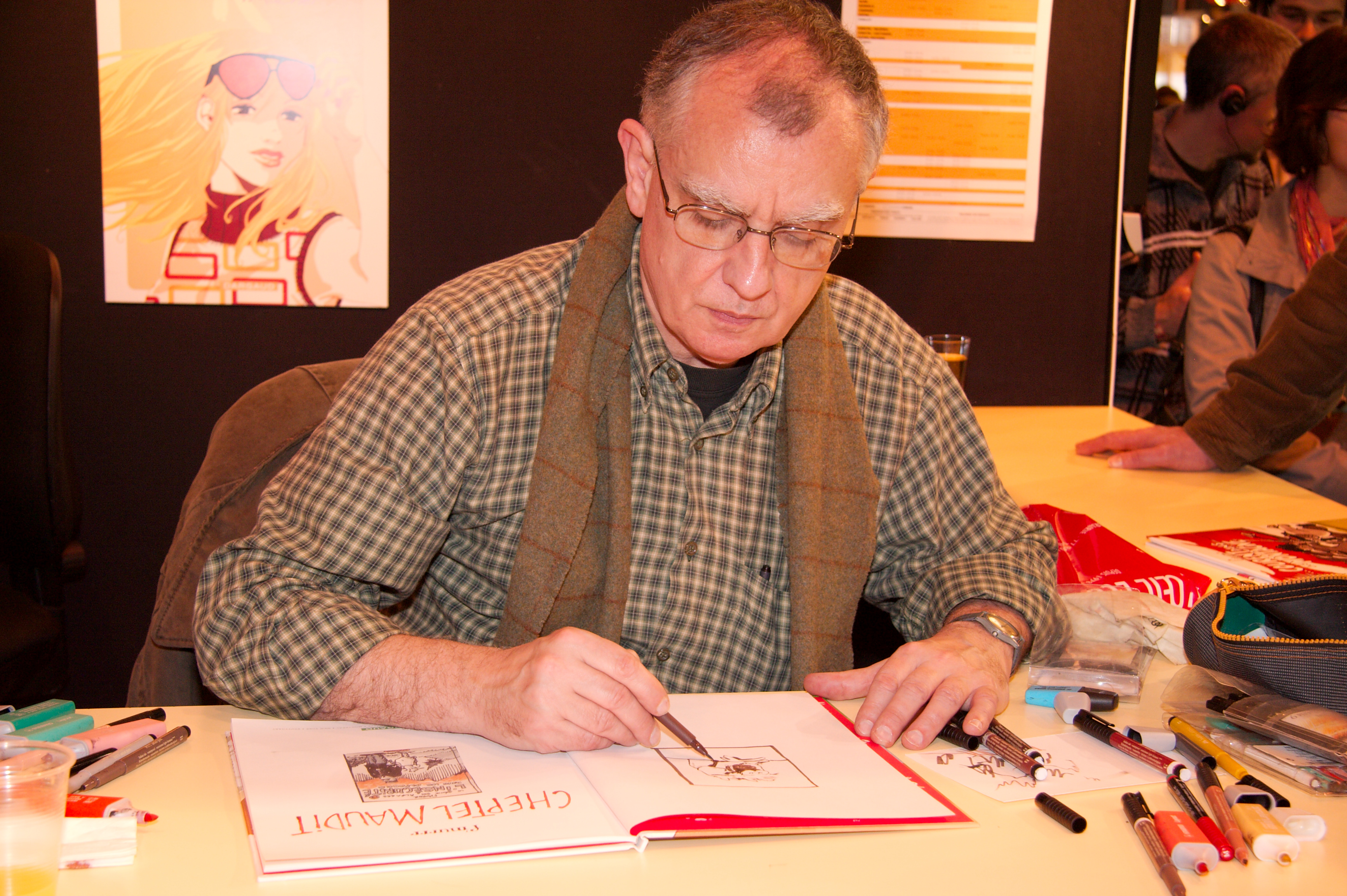
F’murr (2008)

F’murr (* 31. März 1946 in Paris als Richard Peyzaret; † 10. April 2018) war ein französischer Comiczeichner.
Er startete 1971 mit ersten Comics für die Zeitschrift Pilote und veröffentlichte dort ab 1973 die ersten Seiten seiner absurd-humoristischen Serie Le Génie des Alpages (dt.: Das Genie auf der Alm), welche es in Frankreich auf 14 Alben gebracht hat. In diesem Comic liefern sich ein Schäfer, sein Hund und viele Nebenfiguren wie Schafe, Löwen oder Touristen skurril-philosophische Wortgefechte.
Weiterhin zeichnete F’murr für die Magazine Circus (Porfirio et Gabriel), Métal hurlant (Jehanne d’Arc), Fluide Glacial (Robin des Boites), Spirou (Les Mirroirs de Marguerite) und (à suivre) (Histoires Deplacées).
In Deutschland erschienen seine Arbeiten in Pilot und Schwermetall.

## Alben in deutscher Sprache
- Alpträume (2 Bände, Taschen, 1983–1984)
- Jehanne am Fuße der Mauer (adlib, 1988)